# باش‌کهریز
باش‌کهریز، روستایی از توابع بخش قره قویون شهرستان شوط استان آذربایجان غربی کشور ایران است.

## جمعیت
این روستا در دهستان قره قویون جنوبی قرار داشته و بر اساس سرشماری سال ۱۳۹۵ ، ۷۶۹نفر بوده‌است.